# ستيف بولتون
ستيف بولتون (بالإنجليزية: Steve Bolton)‏ هو عازف قيثارة بريطاني، ولد في 8 نوفمبر 1949 في مانشستر في المملكة المتحدة.

## وصلات خارجية
- ستيف بولتون على موقع IMDb (الإنجليزية)
- ستيف بولتون على موقع ميوزك برينز (الإنجليزية)
- ستيف بولتون على موقع أول ميوزيك (الإنجليزية)
- ستيف بولتون على موقع ديسكوغز (الإنجليزية)